# Clematis
Clematis (L. 1753) è un genere di piante appartenente alla famiglia delle Ranunculaceae, dall'aspetto cespuglioso e con copiose infiorescenze. È un genere cosmopolita, diffuso in tutti i continenti ad eccezione dell'Antartide.

## Etimologia
Si ritiene che il nome Clematis si debba a Dioscoride. Deriva dalla radice greca klema  - “viticcio” o anche “pianta volubile”, o "legno flessibile".
Nella nomenclatura scientifica il genere è stato proposto da Carl von Linné (1707 –  1778), biologo e scrittore svedese, considerato il padre della moderna classificazione scientifica degli organismi viventi, nella pubblicazione ”Species Plantarum” del 1753.

## Descrizione

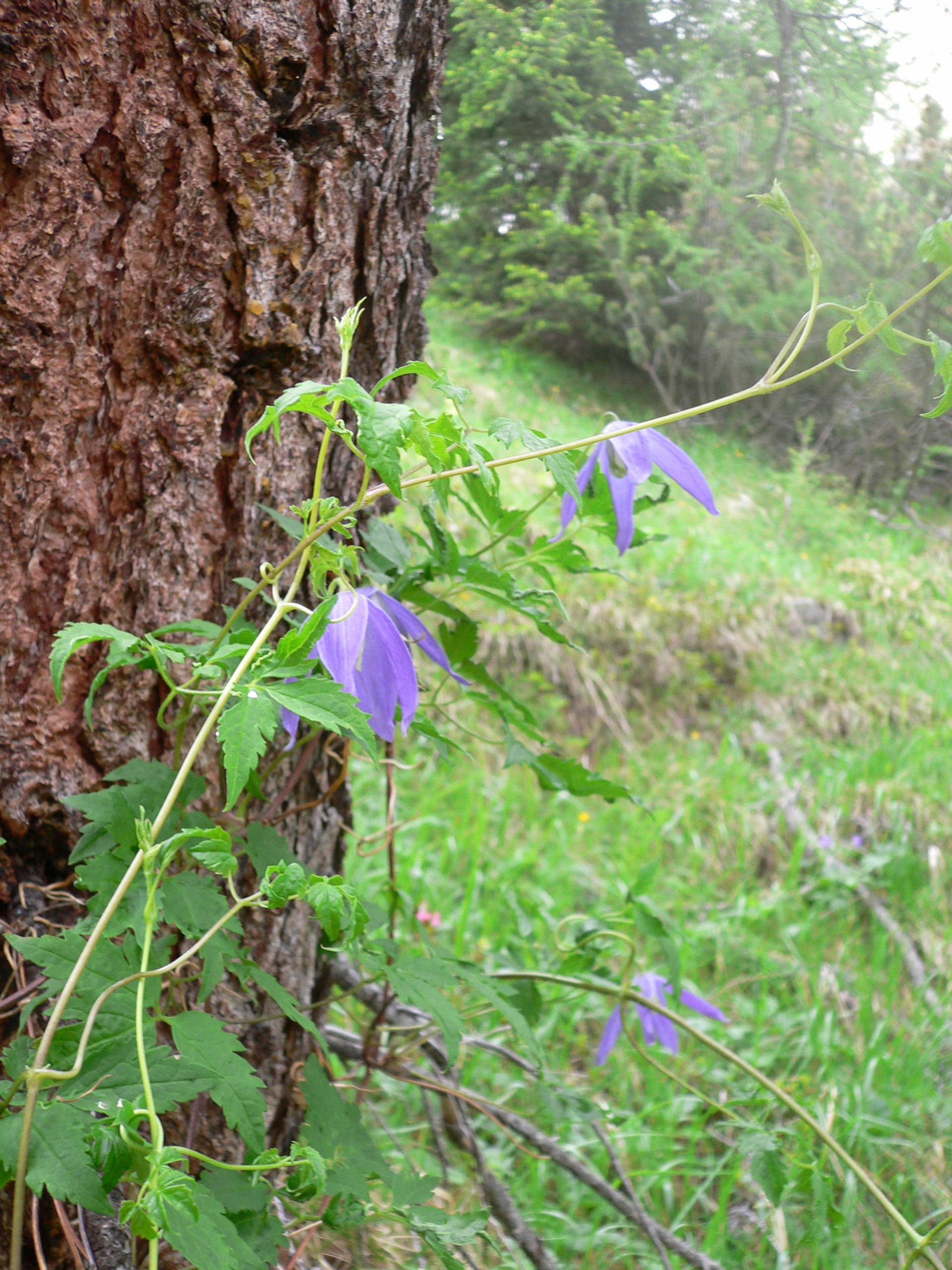
Il portamento rampicante (Clematis alpina).

I dati morfologici si riferiscono soprattutto alle specie europee e in particolare a quelle spontanee italiane.
Sono piante perenni di tipo arbustivo, volubile o rampicante, alte (o lunghe nel caso di specie lianose) fino a 10 e più metri, suddivise tra emicriptofite scapose (H scap) e fanerofite lianose (P lian) (specie rampicanti). Tutti i loro tessuti, come del resto in altre ranuncolacee, sono percorsi da un succo acre.

### Radici
In genere l'apparato radicale è fascicolato. Alcune specie hanno anche la capacità pollonifera, cioè sono in grado di riprodurre altre piante dalla radice.

### Fusto
Il fusto può essere sia erbaceo che lianoso e quindi legnoso con portamento volubile e rampicante. In questo caso la corteccia è fibrosa e si distacca in lamelle.

### Foglie

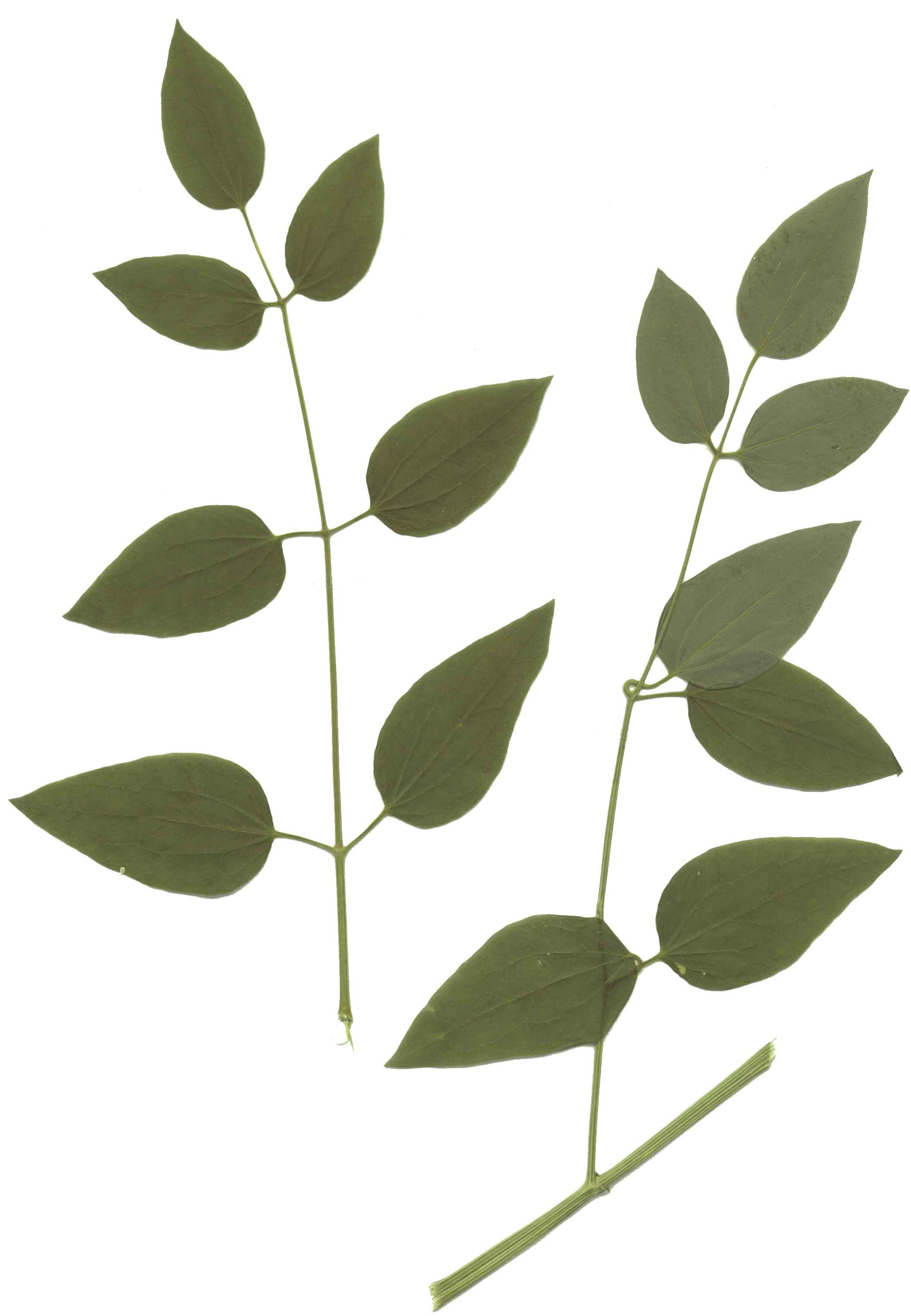
Le foglie (Clematis recta).

Le foglie sono disposte con fillotassi opposta o verticillata. La lamina fogliare è pennato-composta con 3 o più segmenti generalmente impari-pennata (raramente in alcune specie sono anche intere). I segmenti possono essere interi o lobati o dentati, normalmente a forma lanceolata con apice acuto. Le foglie sono picciolate o meno spesso sessili. Nelle zone temperate le foglie sono decidue, mentre le specie dei climi più caldi sono sempreverdi. 

### Infiorescenza
Le infiorescenza sono racemi corimbosi, ma ci sono anche fiori solitari terminali. All'ascella del peduncolo del corimbo sono presenti piccole brattee di tipo fogliaceo (che non fanno da involucro), mentre ogni fiore ha un suo pedicello.

### Fiori

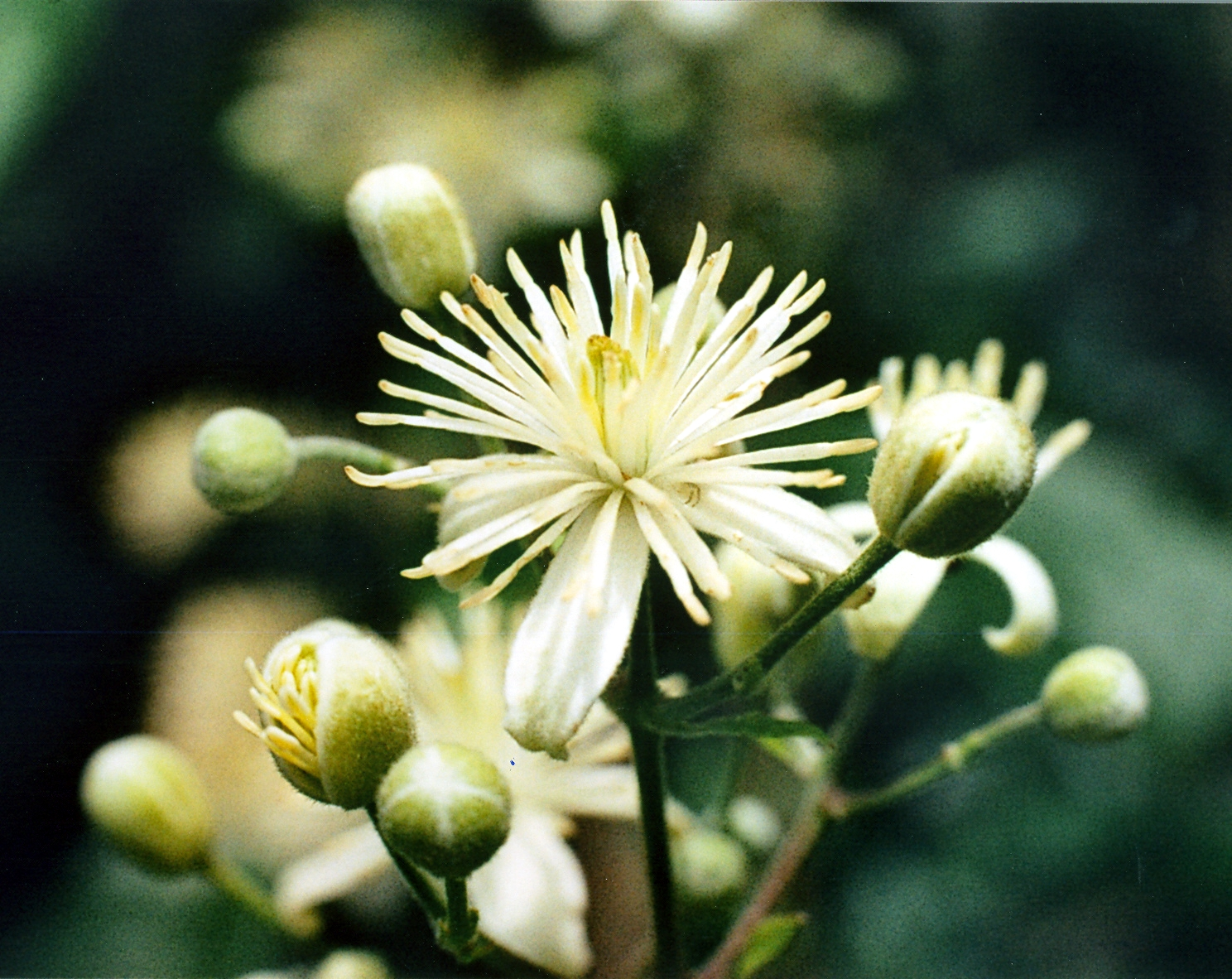
Il fiore (Clematis vitalba).

I fiori sono caratterizzati da scarsa coesione tra i vari organi fiorali. Non esiste una corolla vera e propria, e se i petali sono presenti si tratta quasi sempre di organi rudimentali, mentre è il calice colorato che ha la funzione vessillifera (quindi i sepali del calice possono essere indicati come petaloidei). Il perianzio è formato da un solo verticillo di elementi più o meno indifferenziati (perianzio apoclamidato). I fiori in genere sono bisessuali (ermafroditi), raramente unisessuali. Sono attinomorfi e tetrameri (formati cioè da 4 sepali, raramente 5). I colori di varie tonalità sono vivaci e vistosi (verde-giallognolo, rosso, viola o bianco). Emettono un debole profumo lievemente mielato; non producono nettare.
- Formula fiorale:

* K 4-8, C 0-molti, A molti, G molti (supero)
- Calice: i sepali sono normalmente quattro (raramente 5 - 8), patenti, persistenti e di aspetto petaloide, più o meno separati (dialisepali) e a disposizione valvare (raramente embricata); la forma dei sepali è lanceolata con apice acuto.
- Corolla: assente o rudimentale (come nella sezione delle Clematis alpine chiamata Atragene con 10 – 20 lamelle definite staminodi petaloidi)[2].
- Androceo: il numero degli stami a disposizione più o meno divergente è indefinito.
- Gineceo: il numero dei carpelli è indefinito (da 5 a 150), e sono monospermi (contengono un solo ovulo); gli stili, simili a setole, sono lunghi e persistenti. Come in tutti i fiori che sono impollinati ad opera del vento, gli stigmi maturano prima delle antere.
- Fioritura: la maggioranza delle specie entra in fioritura tra maggio e giugno.

### Frutti

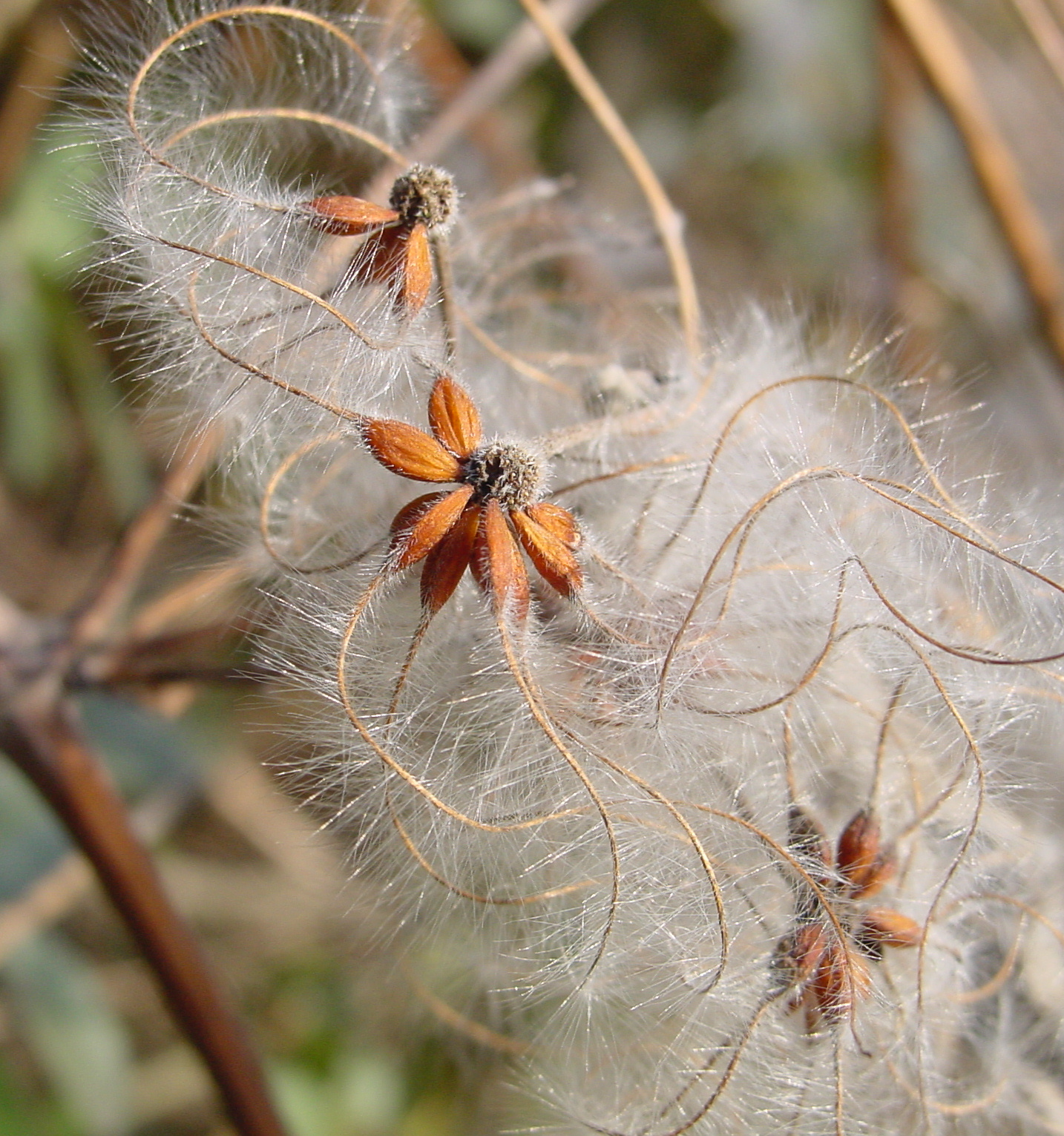
I frutti (Clematis vitalba).

I frutti sono costituiti da numerosi acheni riuniti in un capolino. Ogni achenio, fusiforme, con un breve becco, è indeiscente e contiene un solo seme. Lo stilo è persistente alla fruttificazione e si trasforma in una piuma lunga e sericea per favorire la disseminazione tramite il vento (disseminazione anemocora). Quest'ultima caratteristica accomuna questo genere a quello degli anemoni.

## Riproduzione
La riproduzione avviene attraverso l'impollinazione dal vento (anemofila); comunque i fiori sono frequentati anche da diversi insetti (api  e vespe) per appropriarsi del polline, per cui non è esclusa anche una quota di impollinazione entomofila.

## Distribuzione e habitat
Le Clematis sono originarie delle zone temperate e temperato-fredde dell'America, Cina, Europa e Siberia. Sono distribuite in entrambi gli emisferi e coltivate per l'abbondante fioritura (sono stati prodotti diversi ibridi e cultivar).

## Tassonomia
Il genere Clematis è presente sia nell'emisfero boreale che in quello australe e comprende oltre 250 specie (325 secondo alcuni autori), sette delle quali sono spontanee della flora italiana. (La famiglia delle Ranunculaceae, a cui appartiene, ha oltre 2000 specie distribuite su circa 35 generi).
Qui di seguito viene proposta una possibile classificazione scientifica di questo genere tratto da USDA (United States Department of Agriculture):
Famiglia: Ranunculaceae, definita dal botanico francese Antoine-Laurent de Jussieu (1748 – 1836) nella pubblicazione ”Genera Plantarum, secundum ordines naturales disposita juxta methodum in Horto Regio Parisiensi exaratam“ del 1789.
Sottofamiglia: Ranunculoideae, definita dal botanico scozzese George Arnott Walker-Arnott (1799 – 1868) in una pubblicazione del 1832.
Tribù: Anemoneae, definita dal botanico e micologo svizzero Augustin Pyrame de Candolle (1778 – 1841) in una pubblicazione del 1817. 
Genere: Clematis L.

### Filogenesi
Da un punto di vista filogenetico il genere Clematis insieme ai generi Ranunculus, Trauttveteria e Anemone formano probabilmente un clade, comprovato da sinapomorfie, quali la forma degli acheni e la presenza del glicoside ranunculina, nonché da alcuni studi sul DNA.  Alcune caratteristiche morfologiche e anatomiche tipiche delle Clematis come la riduzione ad uno del numero degli ovuli per carpello, l'evoluzione degli acheni oppure la presenza di staminodi petaloidi (la corolla rudimentale) si riscontrano spesso nelle Ranunculaceae, mentre il portamento legnoso di alcune Clematidi è probabilmente un'acquisizione secondaria.

### Struttura del genere
Il genere è molto vasto e attende ancora uno studio completo che metta d'accordo i botanici. Magnus Johnson lo suddivide in 19 sezioni principali, Christopher Grey-Wilson in 9 sottogeneri, divisi a loro volta in sezioni e sottosezioni (v. tabella seguente). Il botanico John Howell ha invece suddiviso il genere in 12 gruppi.
Per le specie europee la Checklist dei Royal Botanic Garden Edinburgh riconosce valide le seguenti sezioni: Atragene (L.) DC., Cheiropsis DC., Clematis, Viorna (Rchb.) Prantl e  Viticella Link.
In Italia, Adriano Fiori (botanico fiorentino, 1865 – 1950) in riferimento soprattutto alle specie spontanee della flora italiana, ha diviso il genere in due sezioni:
- Atragenae (L.) DC: forme con 10-20 petali rudimentali e 4 sepali violacei (Clematis alpina L.).
- Euclematis: specie completamente prive di petali con 4 – 8 sepali (tutte le altre specie della flora spontanea italiana).

Nella tabella seguente viene proposta una possibile suddivisione del genere Clematis secondo l'USDA (United States Department of Agriculture)
| Sottogenere                   | Sezione                                                                                    |
| ----------------------------- | ------------------------------------------------------------------------------------------ |
| Archiclematis                 |                                                                                            |
| Atragene (L.) Torr. & A. Gray |                                                                                            |
| Campanella Tamura             | Bebaeanthera (Edgew.) W.T.Wang Campanella Tamura Meclatis Tamura                           |
| Cheiropsis DC.                | Cheiropsis Fasciculiflora (Tamura) W.T.Wang Montanae C.K. Schneid.                         |
| Clematis L.                   | Aspidanthera Clematis Lasiantha Tamura Narveliopsis Hand.-Mazz. Novae-Zeelandiae M.Johnson |
| Flammula                      | Flammula DC. Fruticella Tamura Pterocarpa (Tamura) W.A.Brandenburg Viticella DC.           |
| Pseudoanemone                 |                                                                                            |
| Tubulosae Decne               |                                                                                            |
| Viorna A. Gray                |                                                                                            |

Una buona chiave analitica comprensiva della maggioranza delle Clematis europee (ma anche extraeuropee) è la seguente(Gli elenchi delle specie assegnate ai vari gruppi non sono esaustivi ma solo esemplificativi.):
- Gruppo 1A: i sepali sono eretti formando così un fiore a forma tubulare con stami eretti, appressati e pubescenti, oppure i sepali sono più aperti e nel fiore sono presenti staminodi petaloidi (petali rudimentali). Qui è compresa la sezione della Viorna (Rchb.) Prantl, con i gruppi Crispae Prantl, Nebulosae, Connatae Koehhe e Astragenae (L.) DC..
  - Gruppo 2A: i fiori sono senza staminodi petaloidi (petali rudimentali);
    - Gruppo 3A: i fusti sono erbacei (non rampicanti) con foglie semplici (non composte);

Clematis integrifoglia L. - Clematis ochroleuca Aiton
- Gruppo 3B: le foglie sono composte:

- Gruppo 4A: i segmenti hanno la lamina intera e l'infiorescenza si compone di fiori solitari;

Clematis crispa L. - Clematis viorna L..
- Gruppo 4B:  i segmenti hanno la lamina dentata e l'infiorescenza è di tipo a grappolo o pannocchia;

Clematis stans Siebold & Zucc  - Clematis nutans Crantz.
- Gruppo 2B: i fiori hanno dei petali rudimentali, sepali espansi e stami eretti;

Clematis crispa L..
- Gruppo 1B: i sepali sono patenti con fiori a stami divergenti. Sono comprese le sezioni botaniche delle Vitalbae Prantl, Pseudanemone e delle  Viticellae R.O.Erickson con i gruppi Cirrhosae, Montanae C.K. Schneid., Rectae Prantl, Euvitalbae, Hexapetalae (Prantl) W.T.Wang  e  Orientale.
  - Gruppo 5A: gli stami sono glabri (o appena pubescenti sotto le antere);
    - Gruppo 6A: i fiori sono solitari, oppure riuniti in terne o in fascette ascellari;
      - Gruppo 7A: i segmenti delle foglie sono interi;

Clematis stanley Hook. - Clematis viticella L..
- Gruppo 7B: i segmenti delle foglie sono dentati;

Clematis cirrhosa L. - Clematis balearica Rich. - Clematis montana Buch.-Ham. ex DC. .
- Gruppo 6B: l'infiorescenza è del tipo a pannocchia;

- Gruppo 8A: la foglia è del tipo trifogliato;

Clematis armandii Franch. - Clematis crassifolia Benth. .
- Gruppo 8B: le foglie sono pennate o bi-pennate;

- Gruppo 9A: i fiori sono bisessuali;

Clematis fasciculata - Clematis recta L.  - Clematis fargesii Franch..
- Gruppo 9B: i fiori sono dioici;

Clematis virginiana L.  - Clematis drummondii Torr. & A. Gray - Clematis lasiandra Maxim..
- Gruppo 5B: gli stami sono pubescenti. Gruppo delle Orientales;

- Gruppo 10A: gli stami sono pubescenti; i frutti hanno un pappo largo e piumoso; le foglie sono pennate o bi-pennate;

Clematis orientalis L. - Clematis glauca Willd. .
- Gruppo 10B: gli stami sono pubescenti; i frutti hanno un pappo largo e piumoso; le foglie sono bi-ternate;

Clematis serratifolia Rehder
I floricoltori, anche a causa delle moltissime cultivar e ibridi introdotti sul mercato, semplicisticamente suddividono le Clematis in (1) piante legnose con grandi fiori, (2) piante legnose a piccoli fiori e (3) Clematidi erbacee.

### Specie spontanee italiane
Per meglio comprendere e individuare le varie specie del genere (solamente per le specie spontanee della flora italiana) l'elenco che segue utilizza in parte il sistema delle chiavi analitiche (vengono cioè indicate solamente quelle caratteristiche utili a distingue una specie dall'altra).
- Gruppo 1A: le foglie sono divise in segmenti pennati o ternati;
  - Gruppo 2A: i fiori sono bianchi o giallo-verdastri;
    - Gruppo 3A: i fusti sono legnosi con portamento volubile e rampicante; i segmenti delle foglie sono dentati o lobati;
      - Gruppo 4A: i fiori sono piccoli (diametro massimo di 2 cm) ed eretti in infiorescenze a pannocchia;
        - Gruppo 5A: le foglie sono pennate; i sepali sono pubescenti su entrambe le facce;

- Clematis vitalba L. - Clematide vitalba: lunghezza della pianta 2 – 15 m; il ciclo biologico è perenne (è una pianta di tipo cespuglioso); la forma biologica è fanerofita lianosa (P lian); il tipo corologico è Europeo – Caucasico; l'habitat tipico sono i boschi caducifogli sub-mediterranei. In Italia è comune su tutto il territorio fino ad un'altitudine di 1300 m s.l.m..

- -     -       -         - Gruppo 5B: le foglie sono bi-pennate; i sepali sono glabri sulla faccia superiore;

- Clematis flammula L. - Clematide fiammola: lunghezza della pianta 0,3 – 5 m; il ciclo biologico è perenne (è una pianta di tipo cespuglioso); la forma biologica è fanerofita lianosa (P lian); il tipo corologico è Euri - Mediterraneo; l'habitat tipico sono le macchie e le garighe. In Italia è comune su tutto il territorio fino ad un'altitudine di 600 m s.l.m..

- -     -       - Gruppo 4B: i fiori sono grandi (diametro massimo di 4 – 7 cm) a portamento pendulo e isolati;

- Clematis cirrhosa L. - Clematide cirrosa: lunghezza della pianta 2 – 5 m; il ciclo biologico è perenne (è una pianta di tipo cespuglioso); la forma biologica è fanerofita lianosa (P lian); il tipo corologico è Stenomediterraneo - Turanico; l'habitat tipico sono i cespuglietti. In Italia si trova raramente solo nel Sud e nelle isole fino ad un'altitudine di 600 m s.l.m..

- -     - Gruppo 3B: i fusti sono erbacei con portamento eretto; i segmenti delle foglie hanno il margine intero;

- Clematis recta L. - Clematide eretta: altezza della pianta 5 – 15 dm; il ciclo biologico è perenne; la forma biologica è emicriptofita scaposa (H scap); il tipo corologico è Eurosiberiano (Steppico); l'habitat tipico sono i cespuglietti e boschi termofili. In Italia si trova comunemente su tutto il territorio (isole escluse) fino ad un'altitudine di 800 m s.l.m..

- - Gruppo 2B: i fiori sono azzurri o violetti;
    - Gruppo 6A: i segmenti delle foglie hanno il margine intero; i sepali sono ottusi;

- Clematis viticella L. - Clematide paonazza: lunghezza della pianta 1 – 4 m; il ciclo biologico è perenne (è una pianta di tipo cespuglioso); la forma biologica è fanerofita lianosa (P lian); il tipo corologico è Sud Europeo – Centro Asiatico; l'habitat tipico sono le siepi e i boschi su terreno paludoso. In Italia si trova raramente con una distribuzione discontinua (assente al centro e isole) fino ad un'altitudine di 600 m s.l.m..

- -     - Gruppo 6B: i segmenti delle foglie sono dentati o lobati; i sepali sono acuti;

- Clematis alpina (L.) Miller - Clematide alpina: lunghezza della pianta 3 – 6 dm; il ciclo biologico è perenne (è una pianta di tipo cespuglioso); la forma biologica è fanerofita lianosa (P lian); il tipo corologico è Circumboreale - Artico/Alpico; l'habitat tipico sono i boschi montani e le rupi. In Italia si trova solamente nelle Alpi fino a un'altitudine compresa tra 800 e 1900 m s.l.m..

- Gruppo 1B: le foglie sono intere a forma lanceolata;
  - Gruppo 7A: i fiori, colorati di violetto, sono portati da un peduncolo eretto;

- Clematis integrifolia L. - Clematide a foglie intere: altezza della pianta 3 – 6 dm; il ciclo biologico è perenne; la forma biologica è emicriptofita scaposa (H scap); il tipo corologico è Eurosiberiano (Steppico); l'habitat tipico sono i prati umidi. In Italia si trova raramente solo nei Friuli (forse estinta).

- - Gruppo 7B: i fiori, colorati di giallognolo, hanno un portamento pendulo;

- Clematis cirrhosa L. - Clematide cirrosa: (vedere Gruppo 4B).

### Specie alpine italiane
Delle 7 specie spontanee della flora italiana solo 4 vivono sull'arco alpino. La tabella seguente mette in evidenza alcuni dati relativi all'habitat, al substrato e alla distribuzione di questi fiori relativamente allo specifico areale alpino.
| Specie      | Comunità vegetali | Piani vegetazionali | Substrato  | pH            | Livello trofico | H2O   | Ambiente    | Zona alpina                       |
| ----------- | ----------------- | ------------------- | ---------- | ------------- | --------------- | ----- | ----------- | --------------------------------- |
| C. alpina   | 14                | subalpino           | Ca – Si    | basico neutro | basso           | medio | H0 I1       | tutto l'arco alpino (escl. NO VA) |
| C. flammula | 13                | collinare           | Ca - Ca/Si | basico neutro | basso           | secco | G4 G6       | IM CO                             |
| C. recta    | 11                | collinare montano   | Ca – Ca/Si | basico neutro | basso           | secco | B6 F7 G4    | tutto l'arco alpino (escl. AO VC) |
| C. vitalba  | 13                | collinare montano   | Ca – Ca/Si | basico neutro | medio           | medio | F7 G4 G5 I2 | tutto l'arco alpino               |

Legenda e note alla tabella.

Per il “substrato” con “Ca/Si” si intendono rocce di carattere intermedio (calcari silicei e simili); vengono prese in considerazione solo le zone alpine del territorio italiano (sono indicate le sigle delle province).
Comunità vegetali:
11  = comunità delle macro- e megaforbie terrestri
13  = comunità arbustive
14  = comunità forestali
Ambienti:
B6 = tagli rasi forestali, schiarite, strade forestali
F7 = margini erbacei dei boschi
G4 = arbusteti e margini dei boschi
G5 = saliceti arbustivi di ripa
G6 = arbusteti mediterranei, macchie e garighe
H0 = boscaglie s.l.
I1 = boschi di conifere
I2 = boschi di latifoglie

### Sinonimi
Questa entità ha avuto nel tempo diverse nomenclature. L'elenco che segue indica alcuni tra i sinonimi più frequenti:
- Archiclematis Tamura
- Atragene Linneo
- Clematopsis Bojer ex Hutch.
- Coriflora Weber
- Naravelia Adans.
- Viorna Rchb.

### Generi simili
Gruppi molto vicini al genere Clematis sono i generi: Anemone L.e Pulsatilla Mill.. Le somiglianze si trovano sia nella struttura dei frutti (gli acheni sono sormontati da un lungo pappo piumoso) ma anche in altre caratteristiche come la crescita dei sepali o altre similitudini anatomiche come la formazione degli ovuli nei carpelli.

## Usi

### Farmacia
Sono piante velenose: contengono il glicoside ranunculina che irrita gli occhi e al contatto della pelle può produrre irritazione e vesciche. Le foglie e i fiori hanno un sapore acre che brucia; l'asprezza può essere notevolmente ridotta con l'essiccazione della pianta. Anticamente erano usate dalla medicina popolare per diverse cure. Attualmente alcune specie sono usate nella medicina omeopatica.

### Giardinaggio
L'unico impiego che queste piante trovano normalmente è nel giardinaggio. Esistono oltre 1400 cultivar e ibridi.

## Altre notizie
Le clematidi in Europa e il loro "linguaggio":
Le clematidi, pur essendo presenti da millenni in territorio europeo, comparvero nei nostri giardini soltanto nel medioevo... e proprio al ritorno dei crociati. Probabilmente i coltivatori più o meno professionisti (una bella fetta di terra era una ricompensa ambita per chi si ritirava dalle armi) pensarono di riprodurre con le clematidi nostrane i padiglioni che in Oriente erano realizzati col gelsomino... certo edera e rose, piante nostrane, s'arrampicano bene e resistono al freddo, ma sono anche lente, tenaci e l'edera è addirittura sempreverde! Perfetta per mascherare un vecchio muro o l'ingresso di una cantina, ma del tutto inadatta ad un padiglione estivo, da rimuovere ai primi venti autunnali. La clematide invece è perfetta e fa ombra solo quando serve, cioè nel cuore dell'estate. Così venne coltivata in abbondanza (ne esistono 250 specie) e i contadini presero l'abitudine di tagliarne i rami e adornarne i campi, assicurando che la cosa favoriva i raccolti. In Inghilterra fu soprannominata addirittura “gioia del viandante” perché cresceva libera anche nei boschi e ai margini delle strade. Una curiosità culinaria: i germogli servono a preparare ottime frittate! La clematide alpina, detta anche azzurra, per quanto la tinta tenda a virare verso il violetto, è attualmente una delle più diffuse, perché i montanari furono tra i primi a coltivare questo fiore in giardino, dato che ne usavano le foglie per curare le piaghe di difficile cicatrizzazione, le ulcere e addirittura i tumori ulcerati cutanei, sia degli uomini che degli animali domestici. Troppo amata nel medioevo per non finire sul rogo delle streghe nella cosiddetta età della Ragione! Studiando metodicamente ci si accorse infatti che la pianta appartiene alla famiglia delle ranuncolacee, ed è quindi potenzialmente velenosa. Le clematidi che oggi crescono nei nostri giardini (che più nessuno usa per frittate e men che meno per curare le ferite), provengono tutte dall'America, dalla Siberia, se non addirittura dalla Cina, perché, dopo tre secoli abbondanti d'oblio, furono reintrodotte come piante ornamentali esotiche, esclusivamente per la suggestione dei colori; i fiori, come spesso accade, sono leggermente più grandi di quelli nostrani e oggi si trovano sul mercato anche specie sempreverdi. I mendicanti di Parigi s'accorsero presto che le barbe di vecchio sono urticanti e producono delle escoriazioni che, a prima vista, possono far pensare ad una piaga vera. Questo non giovò alla reputazione della pianta, poveretta, che da “gioia del viandante” fu retrocessa a simbolo d'artificio e menzogna.
tratto da: https://web.archive.org/web/20080919222421/http://www.daltramontoallalba.it/archeomitologia/clematidi.htm con autorizzazione dell'autore: Mary Falco

## Galleria fotografica di alcuni cultivar e ibridi

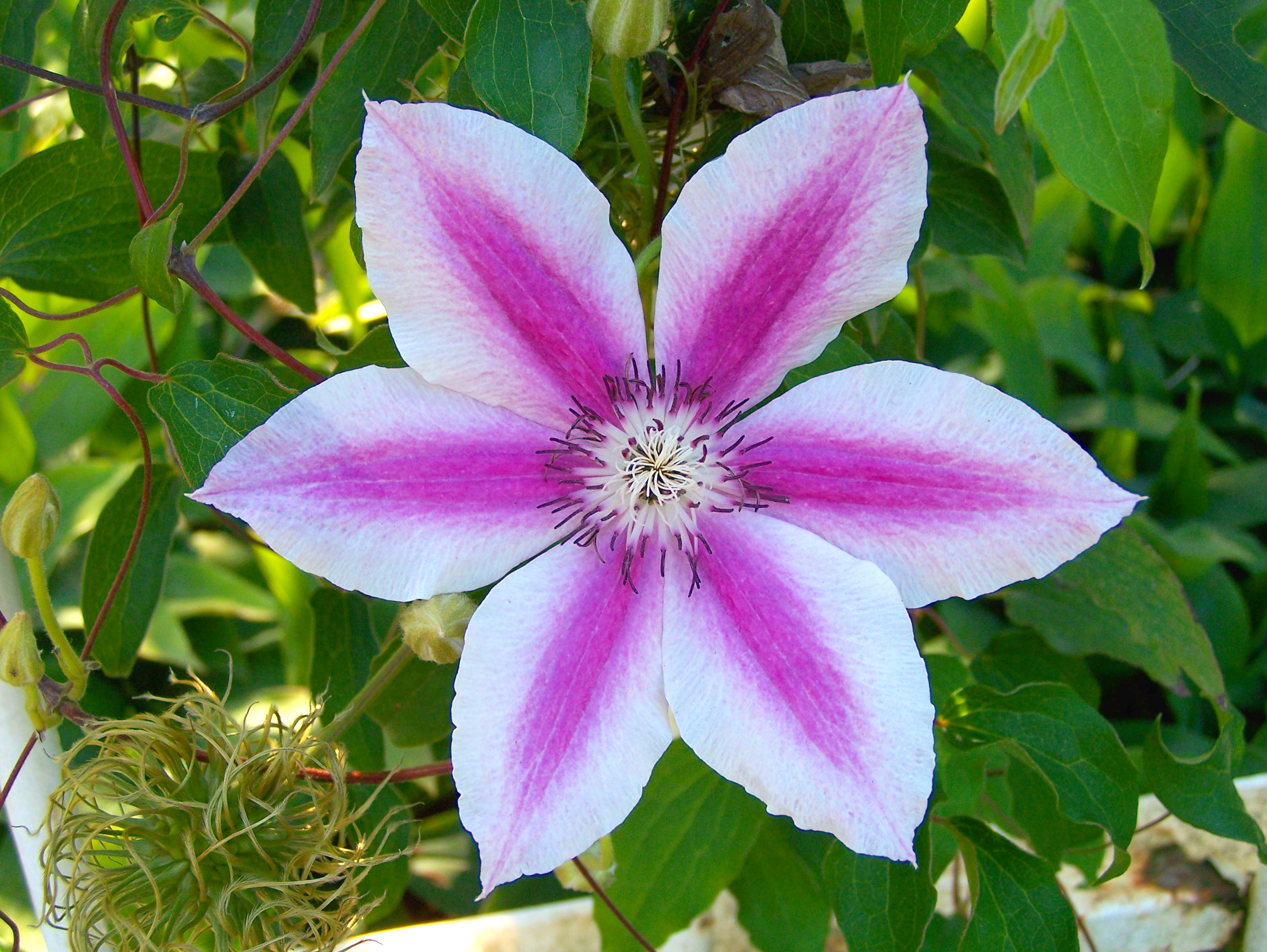
Clematis “Capitaine Thuilleaux”
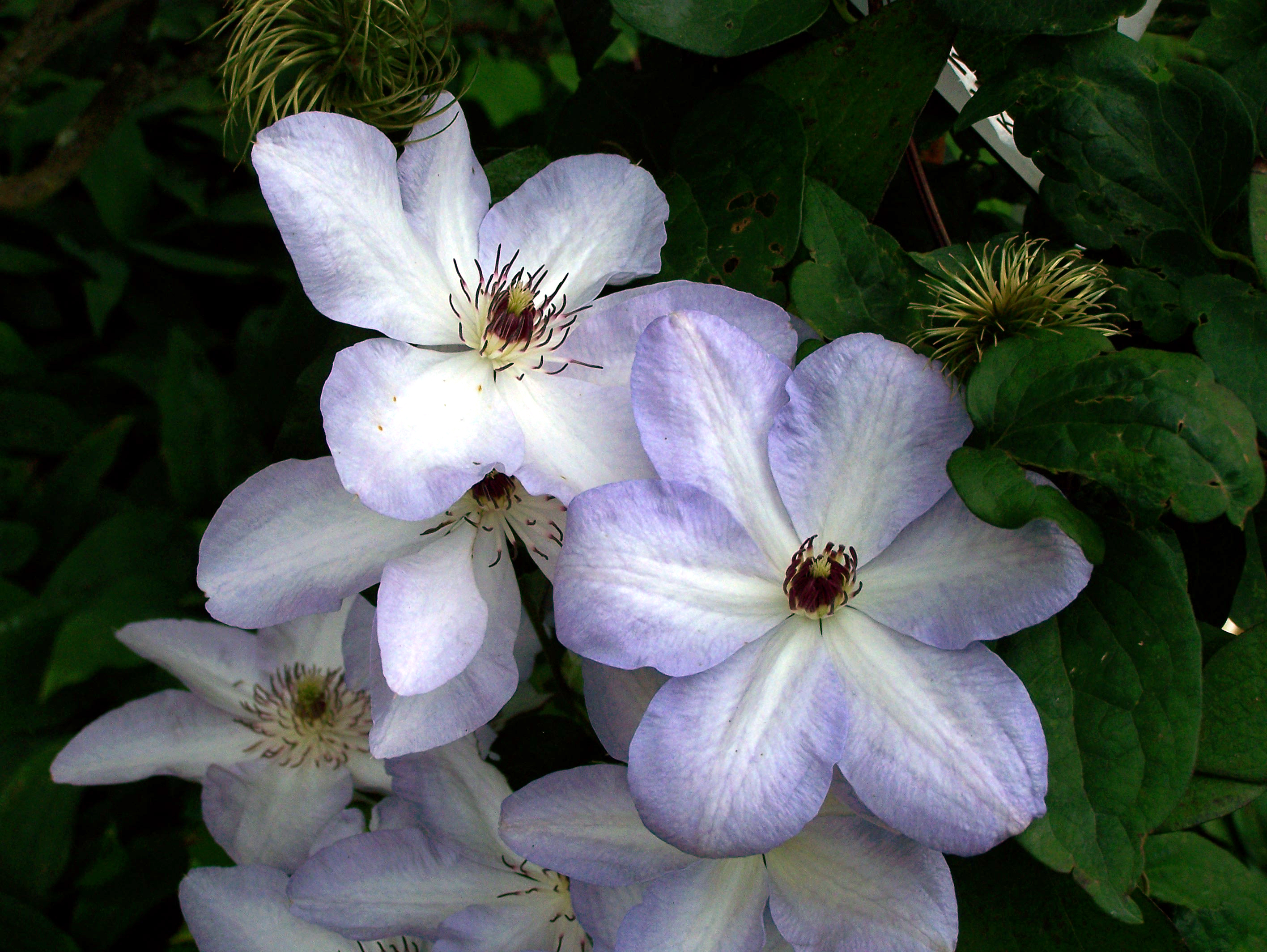
Clematis “Ivan Olsson”
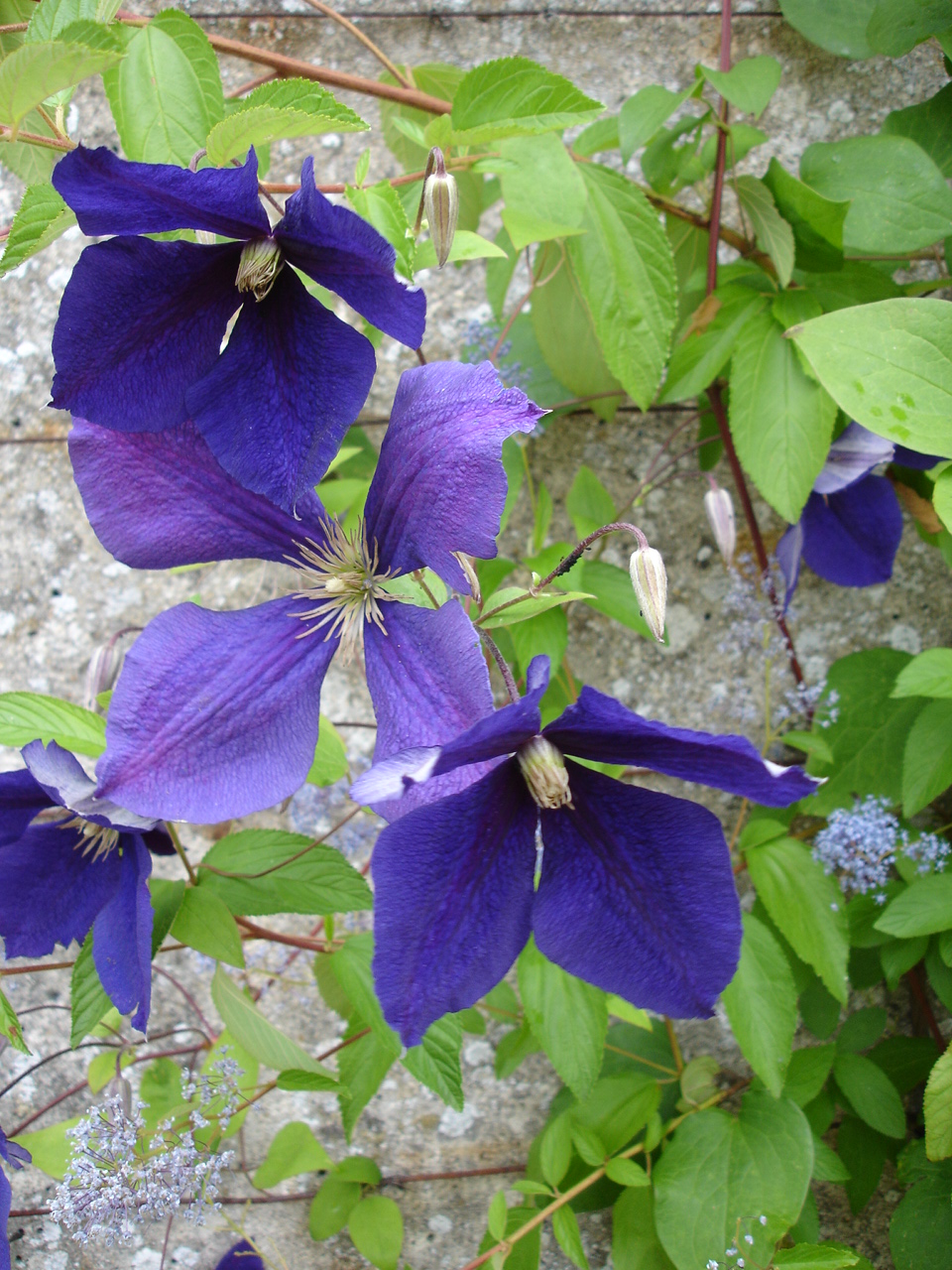
Clematis × jackmanii
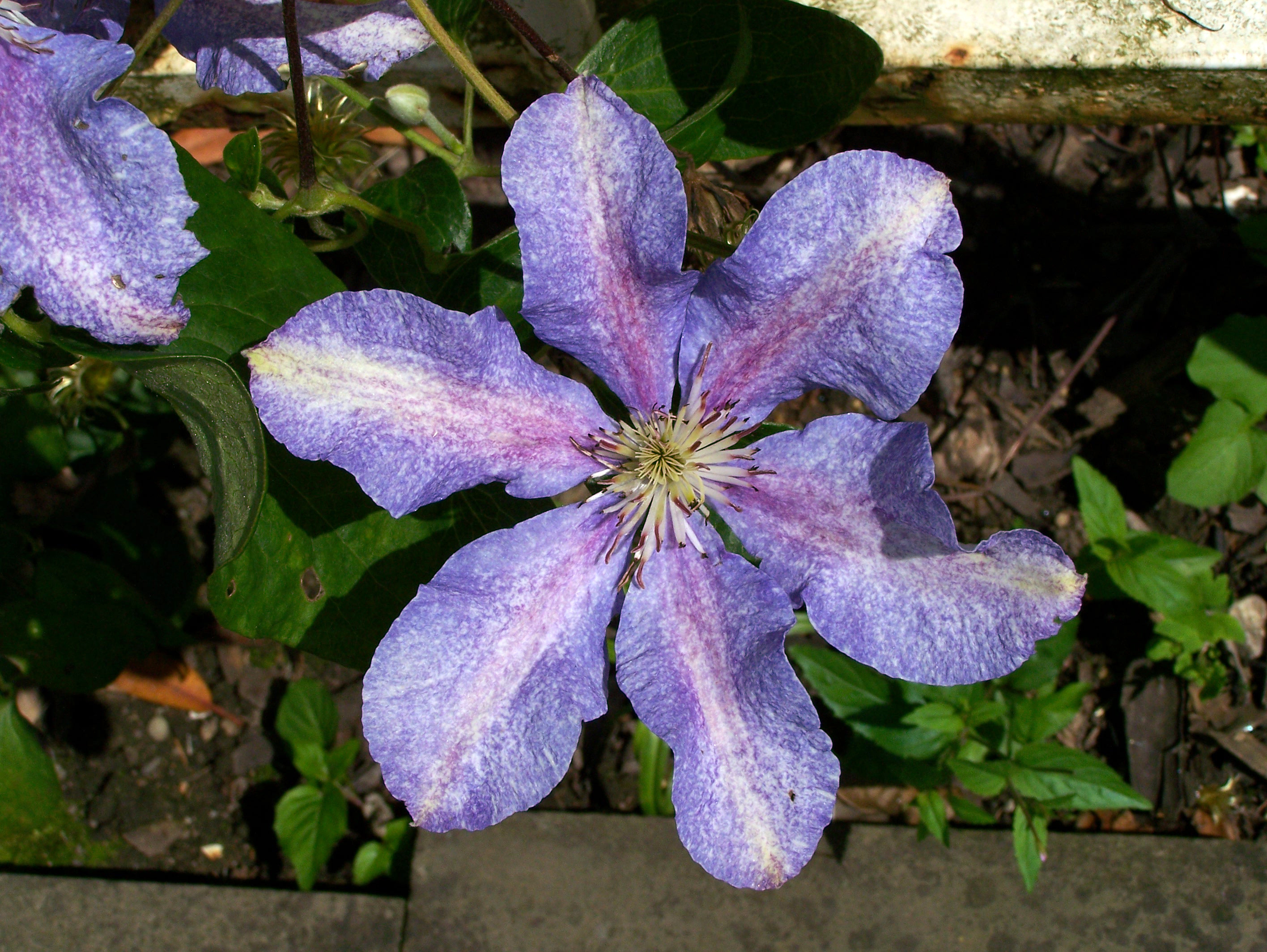
Clematis “Teksa”
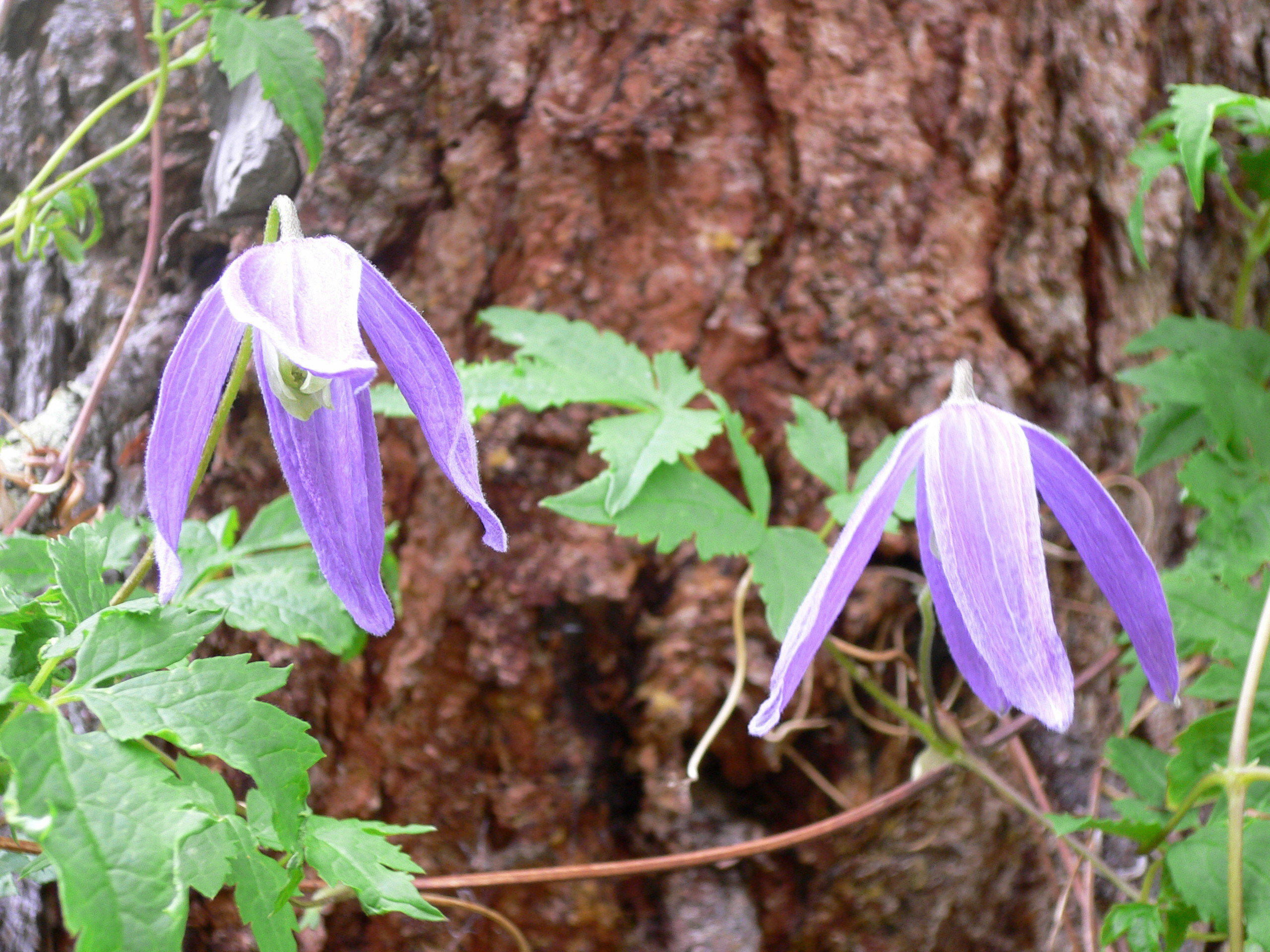
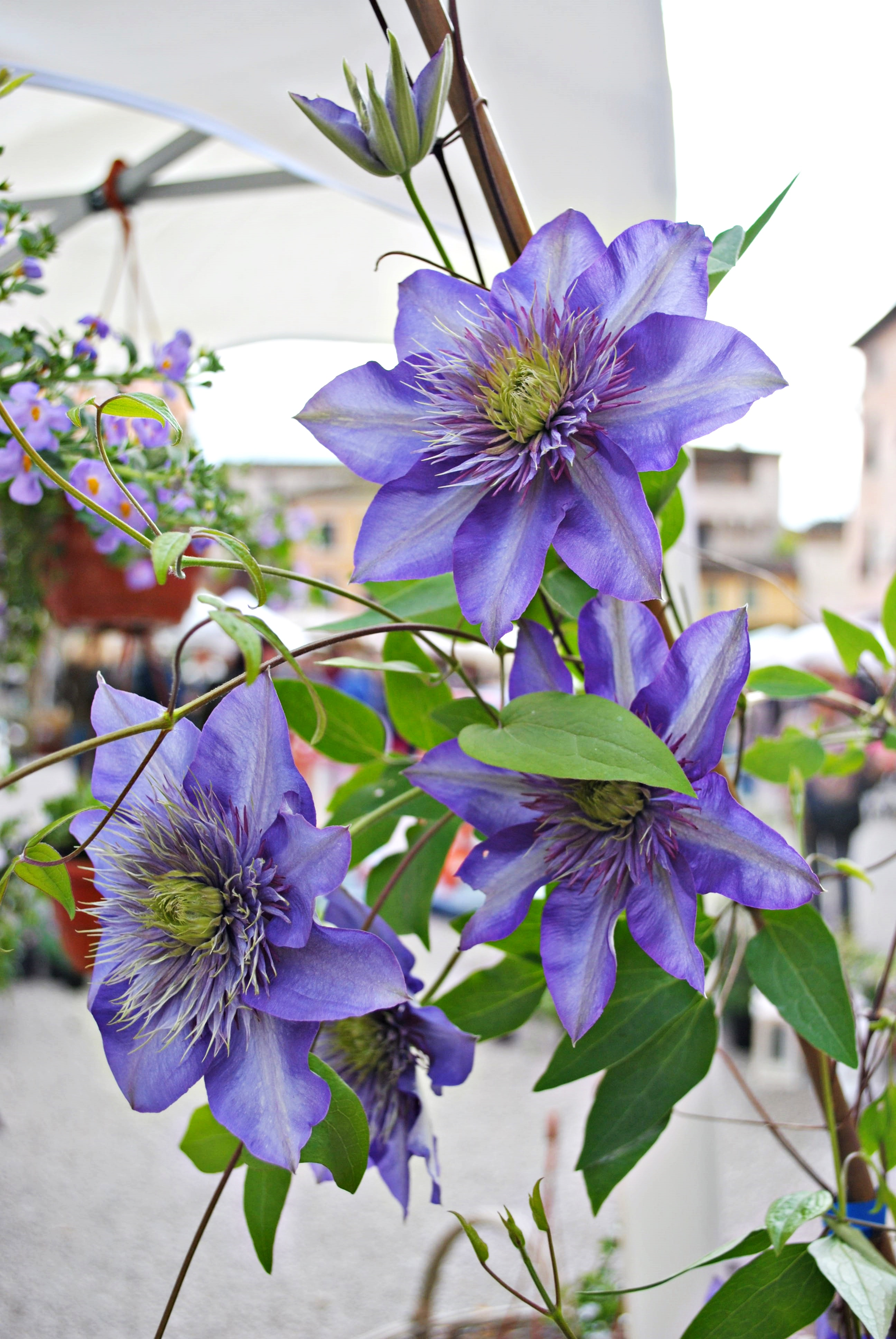
Clematidi immortalate ad un mercato dei fiori a Pietrasanta